# دستکاری هواشناختی

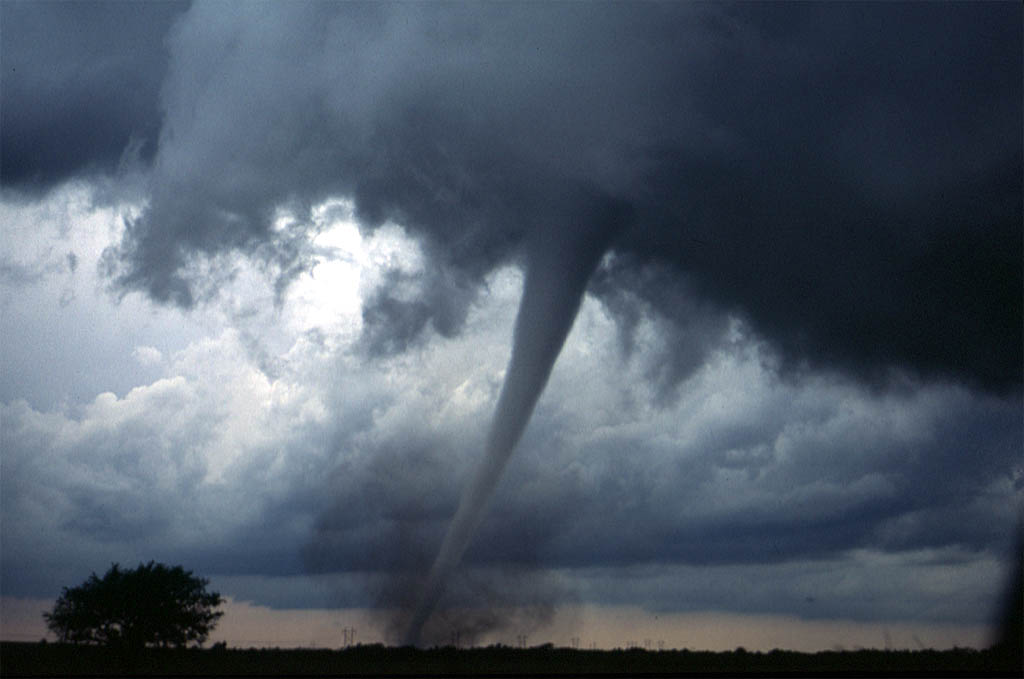
یک گردباد در نزدیکی آنادارکو، اوکلاهاما به هنگام شیوع توفان اوکلاهما در سال ۱۹۹۹. پژوهشگران هواشناسی ممکن است آرزوی حذف یا مهار انواع خطرناک آب و هوا مانند این را داشته باشند.

دستکاری هواشناختی یا دستکاری وضع هوا (به انگلیسی: Weather modification)، عمل دستکاری یا تغییر عمدی شرایط هوا است. رایج‌ترین شکل اصلاح آب و هوا، بارورسازی ابرها است که باعث افزایش باران یا برف می‌شود که معمولاً به منظور افزایش ذخیره آب محلی است. تغییر آب و هوا همچنین می‌تواند به منظور جلوگیری از وقوع آب و هوای آسیب‌زا مانند تگرگ یا توفان باشد. یا تحریک آب و هوای آسیب‌زا علیه دشمن، به عنوان یک تاکتیک جنگی نظامی یا اقتصادی مانند عملیات Popeye، که در آن ابرها برای طولانی کردن دوره موسمی در ویتنام بارورسازی شدند. دستکاری آب و هوا در جنگ توسط سازمان ملل متحد تحت کنوانسیون دستکاری محیط زیست ممنوع شده‌است.